# Јосип Чорак
Јосип Чорак (Растока, Госпић, 14. јун 1943 — 28. новембар 2023) био је југословенски и хрватски рвачки репрезентативац. Био је члан ХК Лика из Загреба. Такмичио се у полутешкој категорији (до 90 кг).

## Спортска каријера
Рвањем се почео бавити као осамнаестогодишњак у ХК Партизану из Госпића, да би каријеру наставио у клубовима Локомотива, Сљеме и Лика из Загреба у којем је и остао по завршетку такмичарске каријере, као такмичар (ветерани), тренер и потпредседмик клуба. Такмичио се у два стила, грчко-римскком и слободном стилу, али су његови главни успеси били у грчко-римском стилу.
Прво првенство Југославије освојио је 1966. године, у полутешкој категорији грчко римским стилом До 1976. године, уследило је још десет титула првака у полутешкој и тешкој категорији. Дебитовао је на међународном такмичењу на Светском првенству 1965. у Тампереу у грчко-римском стилу. Тамо је у полутешкој категорији поделио 10 место. Од 1966. до 1968-е, учествовао је на европском и светском првенству без великог успеха, да би на Европском првенству у Модени 1969. освојио титулу првака Европе после четири победе у току такмичења. У финалу је победио Норвежанина Торе Хема. Следеће године на Европском првенству у Берлину је био трећи а на Светском првенству у Едмонтону, заузео је веома добро четврто место у веома јакој конкуренцији.
Године 1971 на Светском првенству у Софији Чорак је био шести, да би следеће године на Олимпијским играма у Минхену достигао врхунац своје каријере освојивши сребрну олимпијску медаљу. Поразио је у другом колу троструког освајача олимпијских медаља и олимпијског победника из Мексико Ситија, Немца Лотара Меца, затим Румуна Николае Негута, нерешио је са Пољаком Чеславом Квиецинским и у одлучујућем мечу изгубио од двоструког олимпијског победника, вишеструког светског и европског првака совјетског рвача Валерија Резанцева.
После овог успеха, он је завршио своју међународну рвачку каријеру али је учествовао на првенствима Југославије још неколико година. Такмичио се и у екипним, националним и европским првествима са својим клубом Лика, која је била национални екипни првак а на Европским екипним првенствима је 1972. и 1975. године заузела треће место.
После завршетка каријере учествовао је као ветеран на Светским првенствима за ветеране а победа на првенству у Београду 2005. године, била му је 11 светска титула, чиме је ушао у Гинисову књигу рекорда.